# Racemobambos novohibernica
Racemobambos novohibernica är en gräsart som beskrevs av Soejatmi Dransfield. Racemobambos novohibernica ingår i släktet Racemobambos och familjen gräs. Inga underarter finns listade i Catalogue of Life.